# سوموتا

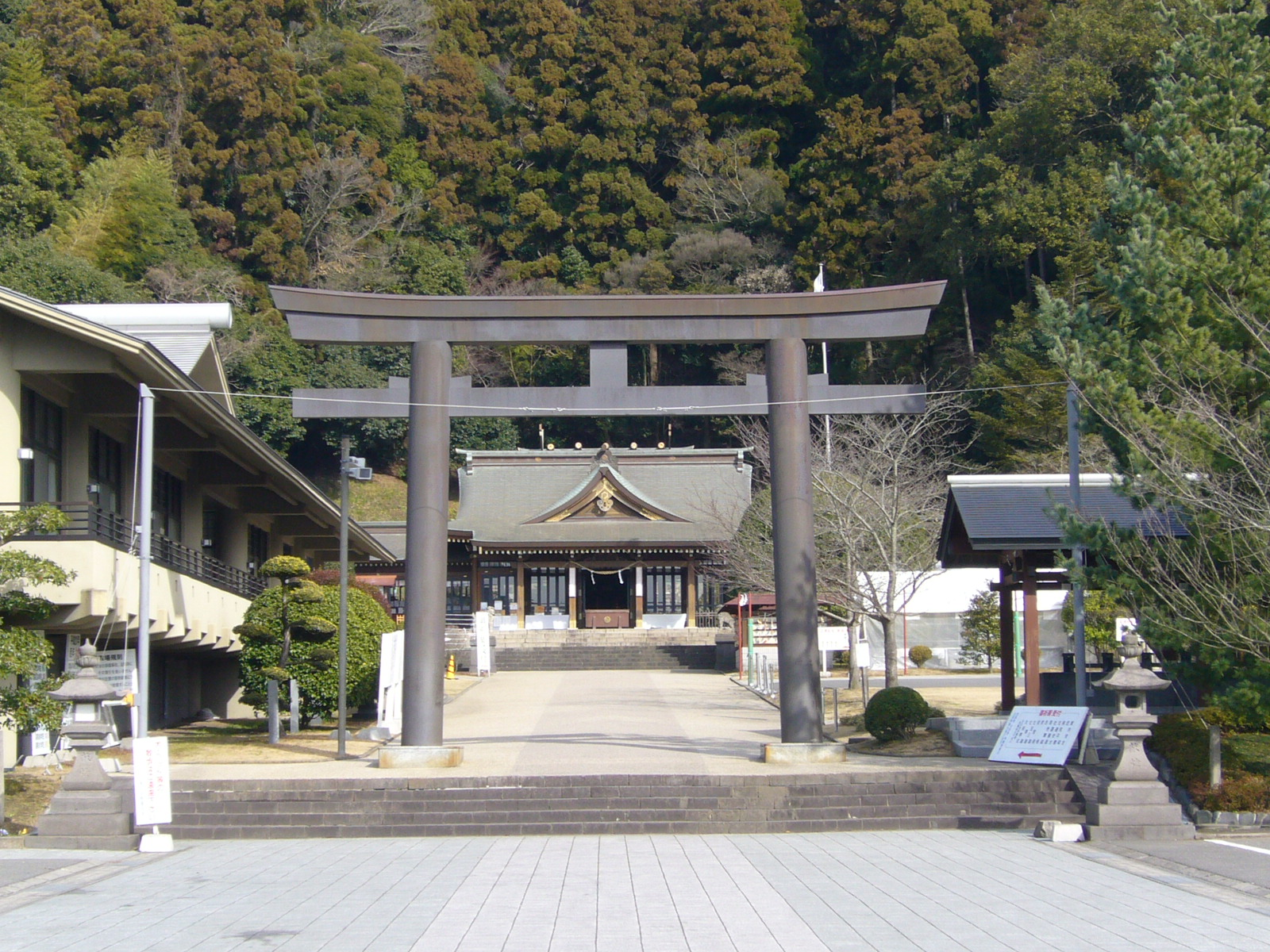
معبد شینتو در سوموتا

سوموتا (به ژاپنی: 草牟田 そうむた)، این شهر در شهر کاگوشیما، استان کاگوشیما قرار دارد. قبلاً روستای کوساموتا در شهرستان کاگوشیما، استان کاگوشیما، بخشی از روستای شیمویشی در شهرستان کاگوشیما، استان کاگوشیما، و بخشی از روستای شیمویشی در روستای ایشیکی، شهرستان کاگوشیما بود. کد پستی کوساموتا ۸۹۰–۰۰۱۴ و کوساموتا-چو ۸۹۰–۰۰۱۵ است. جمعیت ۵۰۲۰ نفر و تعداد خانوارها ۲۷۷۶ نفر (تا تاریخ ۱ آوریل ۲۰۲۰) است.